# Otto Ferdinand von Abensperg und Traun

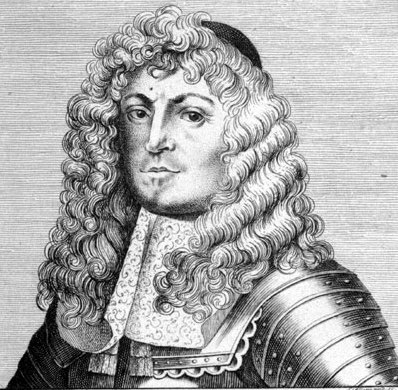
Otto Ferdinand von Abensperg und Traun.

Otto Ferdinand von Abensperg und Traun, född den 27 augusti 1677 i Ödenburg, död den 18 februari 1748 i Hermannstadt, var en österrikisk greve och militär.
von Abensberg und Traun deltog i spanska, polska och österrikiska tronföljdskrigen och, utnämnd till fältmarskalk 1741, kämpade i det sistnämnda 17421743 segerrikt mot spanjorerna i Italien, utmanövrerade därefter preussarna under Fredrik II ur Böhmen och trängde 1745 fransmännen över Rhen. År 1747 blev han generalbefälhavare i Siebenbürgen. 